# NGC 5582
NGC 5582 (również PGC 51251 lub UGC 9188) – galaktyka eliptyczna (E), znajdująca się w gwiazdozbiorze Wolarza. Odkrył ją William Herschel 29 kwietnia 1788 roku.